# Asplenium tripteropus
Asplenium tripteropus är en svartbräkenväxtart som beskrevs av Takenoshin Nakai. Asplenium tripteropus ingår i släktet Asplenium och familjen Aspleniaceae. Inga underarter finns listade.